# Andorra en los Juegos Paralímpicos de Pekín 2022
Andorra estuvo representada en los Juegos Paralímpicos de Pekín 2022 por un deportista masculino. El equipo paralímpico andorrano no obtuvo ninguna medalla en estos Juegos.